# Bärbel Starke
Barbara Starke, även Bärbel född i juli 1951, är en östtysk före detta handbollsspelare. Hon blev världsmästare med Östtysklands damlandslag i handboll 1971.
Starke vann två guldmedaljer 1966 och 1968 i Spartakiaden för skollag  och B-ungdomar i Leipzig. På sin 19-årsdag spelade Bärbel Starke vid tävlingen för A-ungdomar mot de andra favoriterna från Magdeburg. Den 22 juli 1970 hade hon redan spelat 4 landskamper för DDR.
Bärbel Starke spelade för SC Leipzig och HSG DHfK Leipzig i Oberliga, den högsta ligan i Östtyskland. Med SC Leipzig blev hon östtysk mästare 1970. Säsongen 1974/1975 vann hon skytteligan med 138 gjorda mål. Hon spelade för Östtyskland i världsmästerskapet i handboll för damer 1971 i Nederländerna och blev världsmästare med laget. Hon spelade tre matcher i turneringen utan att göra något mål. Bärbel Starke har sedan spelat tennis och arbetat inom denna sport som tränare på Leipzig Tennis Club. 